# 三田ゴルフクラブ
三田ゴルフクラブ（さんだゴルフクラブ）は、兵庫県三田市にあるゴルフ場である。

## 概要
「三田ゴルフクラブ」は歴史があり、1930年（昭和5年）に関西で6番目に開場したゴルフ場である。日本で一番古い歴史のあるゴルフ場は六甲山頂に造られた「神戸ゴルフ倶楽部」は、1903年（明治36年）の開場である。神戸ゴルフ倶楽部の開場後は、「鳴尾ゴルフ倶楽部」（1920年（大正9年）開場）、「垂水ゴルフ倶楽部」（1920年（大正9年）開場）、「茨木カンツリー倶楽部」（1923年（大正12年）開場）、「宝塚ゴルフ倶楽部」（1926年（昭和元年）開場）が開場した。
三田ゴルフクラブの創設者の佐藤満は、1919年（大正8年）、神戸ゴルフ倶楽部の支配人となり、同時に、神戸市内に店舗を構え米国からゴルフ用具を直輸入し卸商を営んでいた。大阪美津濃運道具店や阪神、阪急のデパートなどにも卸していた。佐藤満は、1885年（明治18年）に生まれ、赤磐郡赤坂町の酒醸造会社に丁稚奉公し、その後、1902年（明治35年）、国鉄に就職し車掌などに勤務した。
1929年（昭和4年）、佐藤満はゴルフの大衆化を実現しようと考えゴルフ場開発を始めることになる。国鉄に努めながら休日にゴルフ場用地を探し回り、兵庫県有馬郡三輪町上野（現・三田市三輪上野）を用地に決め、コース設計はクラブ建設委員会が行い、コース造成工事が着工された。1930年（昭和5年）4月6日、9ホールの造成工事が完成し、「有馬ゴルフ倶楽部」が開場された。
1931年（昭和6年）3月17日、経営母体である「有馬ゴルフ倶楽部株式会社」が設立され、会長に佐藤満が就任した。1931年（昭和6年）6月8日、増設の9ホールの造成工事が完了し、18ホールのゴルフ場が完成した。1941年（昭和16年）、ゴルフ場名を「有馬打球練成倶楽部」と改称した。
1944年（昭和19年）5月21日、太平洋戦争により当局の命により閉鎖された。同年8月19日、住友金属工株式会社伸鋼所食糧自給自足農業が始まった。1945年（昭和20年）8月15日、終戦。1950年（昭和25年）1月、酪農経営が開始され、1952年（昭和27年）、酪農経営が廃止された。1953年（昭和28年）8月8日、ゴルフ場の再建が完成し、ゴルフ場名を「三田ゴルフクラブ」と改称された。
1957年（昭和32年）4月、コースの拡張工事が開始され、同年10月20日、拡張工事が完成された。1965年（昭和40年）1月16日、新クラブハウスが着工され、同年7月10日、新クラブハウスが竣工した。2020年（令和2年）2月6日、アウトコースとインコースの入れ替えを行った。

## 所在地
〒669-1513 兵庫県三田市三輪1294-1

## コース情報
- 開場日 - 1930年4月6日
- 設計者 - クラブ建設委員会
- 面積 - 720,000m2（約21.7万坪）
- コースタイプ - 丘陵コース
- コース - 18ホールズ、パー72、6,496ヤード、コースレート72.6
- フェアウェー - コウライ
- ラフ - ノシバ
- グリーン - 1グリーン、コーライ
- ハザード - バンカー76、池が絡むホール5
- ラウンドスタイル - キャディ・セルフ選択可、電磁誘導乗用カート使用、1組4人が原則、状況によりツーサム可
- 練習場 - 無し
- 休場日 - 毎週月曜日、12月31日、1月1日[3][4]

## クラブ情報
- ハウス面積 - 3,135m2（948.3坪）
- ハウス設計 - 株式会社竹中工務店
- ハウス施工 - 株式会社竹中工務店[3][4]

## ギャラリー
- コース - 「三田ゴルフクラブ」、コースガイド、2021年9月7日閲覧
- ハウス - 「三田ゴルフクラブ」、施設案内、2021年9月7日閲覧

## 交通アクセス
- 鉄道 - 神戸電鉄（JR西日本） - 三田駅より クラブバス利用 約6分[5]
- 道路 - 中国自動車道 - 西宮北IC・神戸三田ICより 約20分[5]

## 関連文献
- 『月刊ゴルフマネジメント』、「クローズアップ21(4)三田ゴルフクラブ 倶楽部の原点、会員が利用しやすい環境整備で活性化」、東京 一季出版、2001年4月、2021年9月7日閲覧
- 『ゴルフ場ガイド 西版』、2006-2007、「三田ゴルフクラブ」、東京 ゴルフダイジェスト社、2006年5月、2021年9月7日閲覧
- 『月刊ゴルフマネジメント』、「ゴルフ倶楽部を考える(265回)戦後、復活再開の三田ゴルフクラブ」、井上勝純著、東京 一季出版、2008年5月、2021年9月7日閲覧
- 『月刊ゴルフマネジメント』、「効果を上げる労災事故防止への取り組み 三田ゴルフクラブ 藤田鎮雄支配人」、東京 一季出版、1993年11月、2021年9月7日閲覧
- 『美しい日本のゴルフコース BEAUTIFUL GOLF CULTURE IN JAPAN 日本のゴルフ110年記念 ゴルフは日本の新しい伝統文化である』、ゴルフダイジェスト社「美しい日本のゴルフコース」編纂委員会編、「三田ゴルフクラブ」、東京 ゴルフダイジェスト社、2013年12月、2021年9月7日閲覧